# Leichtathletik-Weltmeisterschaften 2015/Teilnehmer (Jemen)
| Gelbes Symbol für Goldmedaillen mit stilisierten Olympischen Ringen | Graues Symbol für Silbermedaillen mit stilisierten Olympischen Ringen | Braundes Symbol für Bronzemedaillen mit stilisierten Olympischen Ringen |
| ------------------------------------------------------------------- | --------------------------------------------------------------------- | ----------------------------------------------------------------------- |
| —                                                                   | —                                                                     | —                                                                       |

Der Leichtathletikverband des Jemens nominierte einen Athleten für die Leichtathletik-Weltmeisterschaften 2015 in der chinesischen Hauptstadt Peking.

## Ergebnisse

### Männer

#### Laufdisziplinen
| Athlet              | Disziplin | Vorlauf      | Vorlauf | Halbfinale | Halbfinale | Finale             | Finale             |
| Athlet              | Disziplin | Zeit         | Platz   | Zeit       | Platz      | Zeit               | Platz              |
| ------------------- | --------- | ------------ | ------- | ---------- | ---------- | ------------------ | ------------------ |
| Abdullah Al-Qwabani | 5000 m    | 16:02,55 min | 39      |            |            | nicht qualifiziert | nicht qualifiziert |